# Scoloplos similis
Scoloplos similis är en ringmaskart som beskrevs av Mackie 1987. Scoloplos similis ingår i släktet Scoloplos och familjen Orbiniidae. Inga underarter finns listade i Catalogue of Life.